# Aguateca
Aguateca est un site archéologique maya, situé dans le département du Petén au Guatemala, sur les rives du lac Petexbatún. Il fut découvert par des chicléros en 1957.

## Histoire
Les souverains du royaume maya de Dos Pilas avaient établi une deuxième capitale à Aguateca. Les élites de Dos Pilas s'y réfugièrent après la chute de cette cité en 761.  Deux de ses souverains sont connus. Le règne de  Tan Te' K'inch se situe aux environs de 770-802. Il aurait été le fils d'un autre roi nommé  Ucha'an K'an B'alam.  Malgré ses défenses naturelles et les palissades que les habitants avaient construites, le site fut pris et détruit. Les archéologues présument que la famille royale a pris la fuite, en laissant derrière elle des objets de valeur dissimulés derrière un mur construit à la hâte.  

## Site
Le site est naturellement  facile à défendre. Il est bordé à l'est par une gorge profonde de 50 à 70 mètres. Le site était entouré d'un système de palissades long de 4,8 km qui protégeaient non seulement le centre cérémoniel, mais également des terres agricoles. Le centre du site est traversé par une faille parallèle à la gorge se trouvant à l'est du site. À l'ouest de cette faille se trouve la Place principale bordée d'édifices, dont l'un, la Structure L8-8, fut abandonné en cours de construction. À l'est de la faille se trouve le groupe du Palais.
La fuite (ou la mort) des habitants, suivie de la destruction de la ville par le feu, ont laissé les habitations dans l'état précédant immédiatement la destruction. L'archéologue Takeshi Inomata a par exemple retrouvé non loin du palais royal, dans les restes de la demeure d'un noble personnage, de nombreux artefacts témoignant des activités artistiques de l'élite maya: des outils parmi lesquels des mortiers dans lesquels on écrasait les pigments ainsi que des pièces de jade à moitié terminées.  

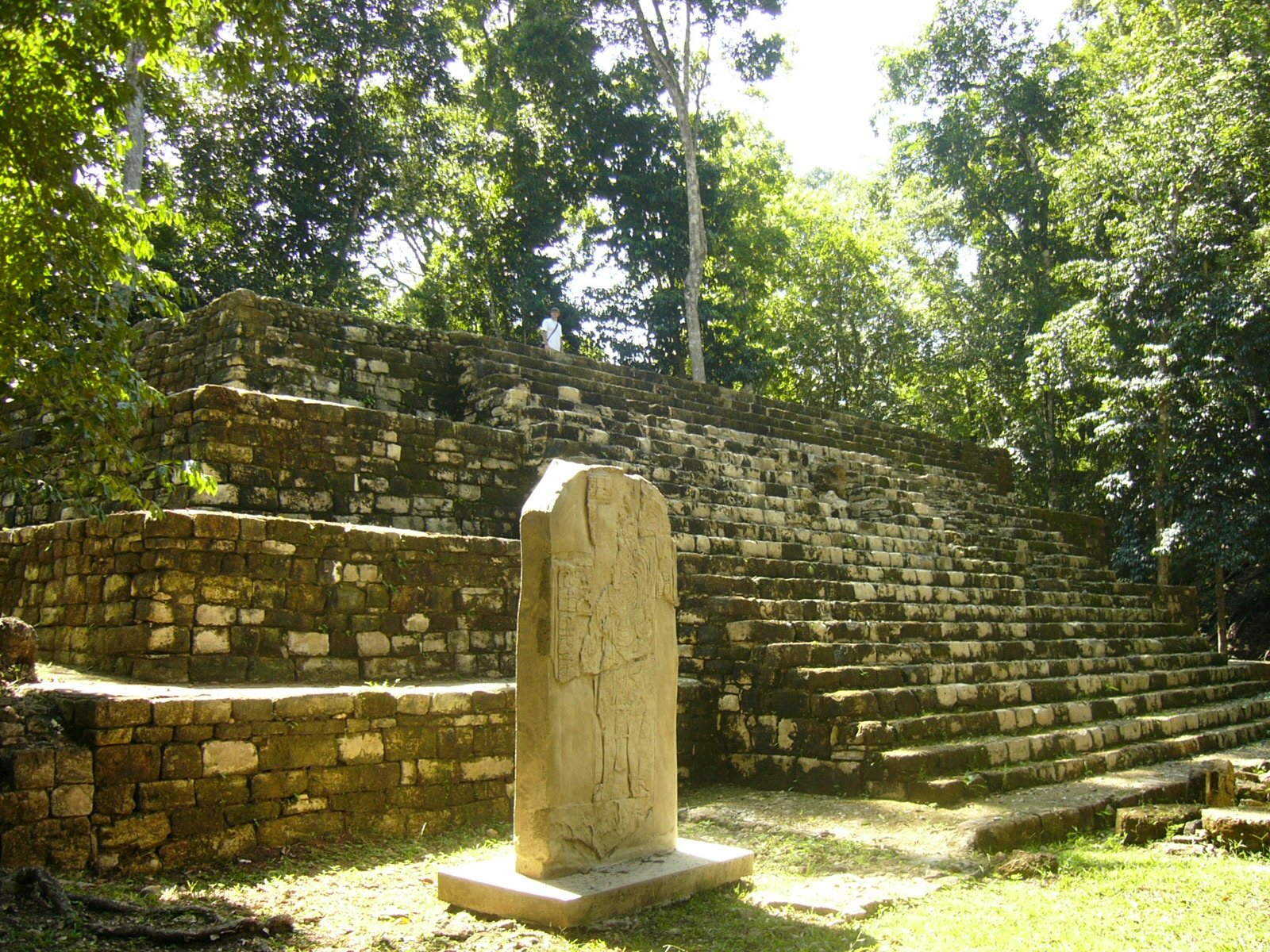
Stèle 3 sur la place principale
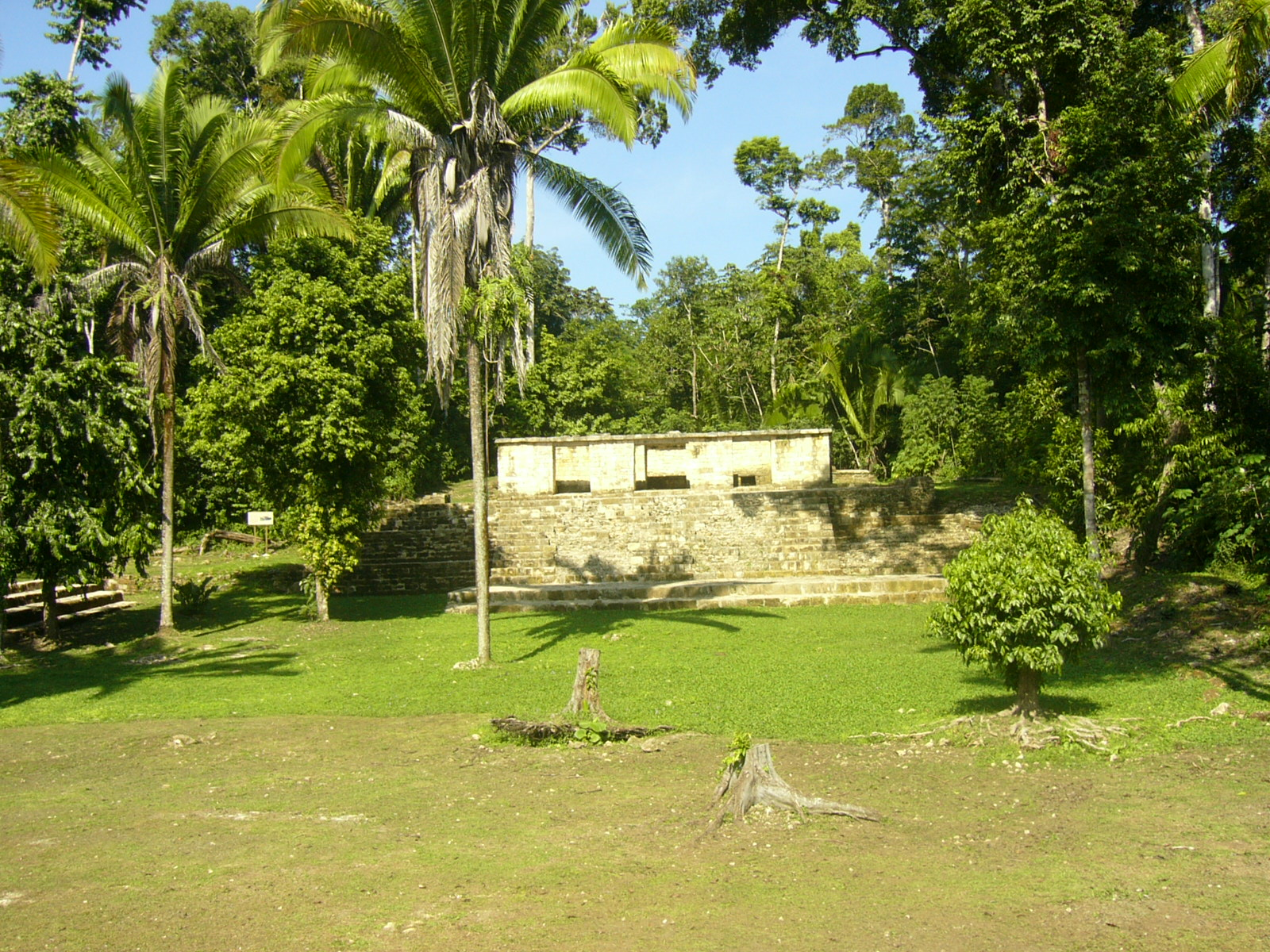
Temple